# Arno Heller
Arno Heller (* 25. September 1939 in Kiel) ist ein österreichischer Amerikanist.
Nach der Matura 1958 studierte Heller an der Universität Innsbruck Anglistik und Amerikanistik. 1964 erwarb er den Magister (Mag. phil) für das Lehramt in Englisch und Deutsch und promovierte 1965 (Dr. phil.). Nach seinem Wehrdienst im österreichischen Bundesheer 1965 arbeitete er kurzzeitig (1966) als Gymnasiallehrer in Innsbruck und als Assistant Professor (1966/67) an der Kent State University in Ohio (USA) bevor er wieder in Innsbruck Universitätsassistent wurde (1967–1968). Nach einem Stipendium an der University of Sussex (1973/74) erlangte er den Master of Philosophy (M. phil). 1976 habilitierte er in Innsbruck und dozierte an der Universität, wo er 1979 außerordentlicher Universitätsprofessor wurde. Nach einer Gastprofessur an der University of Notre Dame (1984) und einer Lehrstuhlvertretung in Regensburg (1985) erhielt er 1992 einen Ruf nach Tübingen. Er ging im gleichen Jahr nach Graz, wo er als ordentlicher Professor, Leiter des Instituts für Amerikanistik, sowie von 1999 bis 2001 als Dekan der Geisteswissenschaftlichen Fakultät, bis zu seinem Ruhestand 2002 Literatur- und Kulturwissenschaft lehrte. Heller kehrte darauf als Lehrbeauftragter zurück an seine Alma Mater in Innsbruck.
Heller war 1979/80 und 1988/89 Präsident der Österreichischen Gesellschaft für Amerikastudien, 1981 bis 1985 im Board der European Association for American Studies und seit 1982 Mitherausgeber der Zeitschrift Arbeiten aus Anglistik und Amerikanistik. Er hat mehr als 100 wissenschaftliche Artikel verfasst, aber auch fünf Bücher (Stand 2010), drei literaturwissenschaftliche, davon zwei über das Erwachsenwerden im amerikanischen Roman, eins über Gewaltphantasien im amerikanischen Gegenwartsroman sowie zwei kulturhistorische Werke über den Amerikanischen Westen. 2017 erschien eine Biografie über Herman Melville, die Melville als zuletzt tief pessimistischen Beobachter und Darsteller der zeitgenössischen amerikanischen Verhältnisse und literarisch als Vorläufer der Moderne (bis hin zur Postmoderne) erschließt.

## Werke (Auswahl)
Verfasser
- Odyssee zum Selbst. Zur Gestaltung jugendlicher Identitätssuche im neueren amerikanischen Roman. Innsbruck 1973
- Experiments with the Novel of Maturation. Henry James and Stephen Crane. Innsbruck 1976
- Gewaltphantasien. Untersuchungen zu einem Phänomen des amerikanischen Gegenwartsromans. Tübingen 1990
- Amerikanischer Südwesten. Geschichte, Kultur, Mythos. Innsbruck 2006
- Amerikanischer Nordwesten und Kalifornien. Historische Spurensuche jenseits der Mythen, Innsbruck University Press, Innsbruck 2010, ISBN 978-3-902719-53-9
- Herman Melville. Biographie. Lambert Schneider/wbg. Darmstadt 2017, ISBN 978-3-650-40189-2

Mitverfasser
- mit Sonja Bahn-Coblans: William Greaves. Just Doing It. Studien zum amerikanischen Dokumentarfilm, 7. Trier, 1997

Herausgeber
- Der amerikanische Roman nach 1945. Darmstadt 1987

Mitherausgeber
- Forms of the American Imagination. Innsbruck 1979
- Utopian Thought in American Literature. Tübingen 1988